# Diplodina watsoniana
Diplodina watsoniana är en svampart som beskrevs av Tassi 1900. Diplodina watsoniana ingår i släktet Diplodina och familjen Gnomoniaceae.   Inga underarter finns listade i Catalogue of Life.